# Shadowban
|  | Dieser Artikel wurde aufgrund von inhaltlichen Mängeln auf der Qualitätssicherungsseite des Portals Medienwissenschaft eingetragen. Dies geschieht, um die Qualität der Artikel aus den Themengebieten Journalismus, Medien- und Kommunikationswissenschaften auf ein akzeptables Niveau zu bringen. Hilf mit, den Artikel zu verbessern, und beteilige dich an der Diskussion! |

Shadowban, Shadow banning, stealth banning, ghost banning, comment ghosting oder Reichweitendrosselung bezeichnet das vollständige oder teilweise Blockieren eines Benutzers beziehungsweise seiner Inhalte in einer Online-Community, sodass für den Benutzer nicht ohne Weiteres ersichtlich ist, dass er gesperrt oder gedrosselt wurde.
Der Shadowban kann meistens erst durch die Analyse der Statistiken der Social-Media-Aktivität der Follower erkannt werden. Beispielsweise sind Kommentare oder Tweets, die in einem Blog oder auf einer Medienwebsite veröffentlicht werden, für andere Personen, die von ihrem Computer aus auf diese Website zugreifen, nicht mehr sichtbar. Daher sinken die Interaktionen mit der Webseite bzw. dem Social-Media-Account und Betroffene verlieren so in den sozialen Medien an Reichweite.
Durch das teilweise Verbergen oder die Unkenntlichmachung von Beiträgen eines Benutzers für andere Mitglieder des Dienstes soll erreicht werden, dass der problematische oder anderweitig auffällig gewordene Benutzer unzufrieden mit der Resonanz auf seine Beiträge ist und gelangweilt oder frustriert die Website verlässt. Im Gegensatz zu einer kompletten Sperre wird angenommen, dass eine für den Nutzer nicht ohne Weiteres erkennbare partielle Einschränkung der Interaktion mit anderen Nutzern die unerwünschten Nutzer (etwa Spammer und Trolle) davon abhält, ein neues Konto zu erstellen, um die Sperre zu umgehen.
Dem belgischen Rechtsextremisten Tom Vandendriessche wurden 2024 in einem Berufungsurteil gut 27.000 Euro Schadenersatz vom Facebook-Konzern Meta zugesprochen, nachdem dessen Beiträge binnen kurzer Zeit signifikant weniger aufgerufen worden waren.